# Сайлюгемский национальный парк
Национальный парк «Сайлюгемский» — особо охраняемая природная территория на Алтае. Создан в 2010 году в Кош-Агачском районе Республики Алтай с целью сохранения крупнейшей на Алтае группировки снежного барса и крупнейшей трансграничной группировки горного барана аргали. Входит в состав ассоциации заповедников и национальных парков Алтай-Саянского экорегиона.

## История
История создания особо охраняемых природных территорий (ООПТ) началась в Горном Алтае ещё в 1917 году. Тогда идею о создании в высокогорьях Центрального Алтая охраняемой природной территории выдвинул В. П. Семенов Тян-Шанский. Им был составлен первый проект географической сети заповедников России «О типах местности, в которых необходимо учредить заповедники типа американских национальных парков» и был представлен Природоохранительной комиссии Русского географического общества (цит. по: Штильмарк, Аваков, 1979). В последующие годы более трёх десятков исследователей вносили свои предложения по организации в Горном Алтае различных категорий ООПТ федерального и регионального уровня. 
В 1929 году комплексная экспедиция под руководством Ф. Ф. Шиллингера спроектировала первый в регионе Алтайский заповедник (официально созданный в 1932 году). Более длительной была история организации второго заповедника — Катунского, предложения по организации которого, кроме В. П. Семенова Тян-Шанского, с 1961 по 1984 гг. вносили А. С. Крюков, Н. Г. Салатова, В. С. Ревякин, А. М. Маринин, Н. П. Малков, К. К. Трусов, Г. Г. Собанский, Б. С. Юдин, А. А. Шпунт и в 2001 г. Байлагасов Л. В. Территория национального парка «Сайлюгемский» с тех пор то должна была быть включена в заповедник Катунский, то стать его кластером, то отдельным заповедником.
Так, например, большинство вышеперечисленных авторов, подтверждая особую ценность долины р. Аргут, предлагали включить в границы Катунского заповедника либо левобережье Аргута, либо вообще бассейн реки полностью. Например, Г. Г. Собанский предложил организовать заповедник — парк с тремя зонами: полной заповедности в бассейне р. Аргут, рекреации (верховья р. Катунь с горой Белуха и р. Шавла), ограниченного хозяйственного освоения (юго-западная часть Катунского хребта и хребта Листвяга).
Г. Г. Собанский особо отмечал: «с точки зрения сохранения редких и исчезающих видов животных на юге Западной Сибири нет более подходящих мест, как в смысле пока ещё достаточной концентрации, по крайней мере, некоторых из них, так и в смысле удобства охраны, чем бассейн р. Аргут. Даже территории первого на Алтае Алтайского заповедника в этом отношении значительно уступает территории проектируемого Катунского» (цит. по Байлагасов Л. В., 2001, с. 17).
В 1984 году, когда было подготовлено официальное обоснование для создания заповедника «Катунский», было предложено два участка: основной — в междуречье рек Катуни и Аргута и в бассейне реки Аргут (Кош-Агачский и Усть-Коксинский районы) и дополнительный — на хр. Сайлюгем (Кош-Агачский район). Кош-Агачский район не согласился на организацию заповедника на своей территории (против выступили землевладельцы-скотоводы и исполком), а Усть-Коксинский район дал согласие на организацию заповедника в верховьях Катуни на площади 210 тыс. га (против изначального предложения 1300 га). Однако создание заповедника состоялось лишь тремя годами позже, в 1987 году. Подходы к организации заповедника были просты, и Управление охотничьего хозяйства Алтайского крайисполкома и в соответствии с планом Главохоты РСФСР в сжатые сроки на основе обоснования 1984 года составило краткий проект заповедника. Однако территория была выбрана не лучшим образом, поскольку основной целью административных органов Усть-Коксинского района и Горно-Алтайской автономной области (нынешней Республики Алтай) было предотвращение незаконного использования природных ресурсов на территории района хозяйствами Казахстана.
Проектировщики заповедника не смогли отстоять территории Усть-Коксинского района, хоть в какой-либо степени используемые в хозяйственной деятельности.
В начале XXI века вносились предложения об организации заповедника непосредственно на Сайлюгемском хребте (Сопин, 1976, 1977; Собанский, 1992, 2005; Маринин, 1993; Манеев и др., 1997).
Таким образом, предложения о заповедовании части территории бассейна реки Аргут и хребта Сайлюгем высказывались уже более 40 лет назад. С начала столетия подготовкой обоснования для создания заповедника «Сайлюгемский» занимались сотрудники Алтайского заповедника, Всемирный фонд дикой природы (WWF) и многочисленные партнеры (Горно-Алтайский государственный университет, Агентство культурно-исторического наследия Республики Алтай, Министерства лесного хозяйства Республики Алтай, Алтайский региональный институт экологии). Режим заповедника, изначально предложенный в обосновании ООПТ, был изменен на режим национального парка ввиду необходимости учета интересов местных жителей, имеющих наделы земли на территории планируемого ООПТ, выпасающих скот в этих местах. Продолжительные переговоры, согласования и урезания территории привели к тому, что в 2010 году национальный парк «Сайлюгемский» все-таки был создан, но, к сожалению, в границы парка не вошли некоторые особо ценные с точки зрения сохранения снежного барса и аргали участки.
Национальный парк «Сайлюгемский» был создан в Кош-Агачском районе Республики Алтай в 2010 году для сохранения и воспроизводства редких и находящихся под угрозой исчезновения объектов животного и растительного мира, занесённых в Красную книгу РФ.

## Учреждение
Национальный парк находится в ведении Министерства природных ресурсов и экологии Российской Федерации.
Территория национального парка, общей площадью около 118 380 га, состоит из трёх отдельных участков (кластеров): «Сайлюгем» (34 400 га), «Уландрык» (3 250 га) и «Аргут» (80 730 га). Два первых расположены в непосредственной близости друг от друга на северном макросклоне хребта Сайлюгем, южной границей участков является государственная граница Российской Федерации и Монголии. Участок «Аргут» находится на отрогах Катунского и Северо-Чуйского хребтов в непосредственной близости от государственной границы РФ и Казахстана.
Основная цель создания национального парка «Сайлюгемский» — сохранение крупнейших в Горном Алтае группировок снежного барса и алтайского горного барана (аргали), а также одной из самых многочисленных группировок сибирского горного козла (козерога).
С этой целью перед парком ставятся следующие задачи:
- создание условий для контролируемого туризма и отдыха;
- сохранение природных комплексов;
- экологическое просвещение населения;
- научные исследования, наблюдения за природой;
- экологический мониторинг;
- восстановление нарушенных природных и историко-культурных комплексов и объектов.

Основные направления работы учреждения — природоохранная, эколого-просветительская и научно-исследовательская деятельность.
На территории национального парка «Сайлюгемский» планируется развитие контролируемого туризма с привлечением местных жителей, многие из которых до сих пор ведут традиционный образ жизни своих предков — скотоводов. Алтайцы, проживающие в соседних селах или на стоянках, сохраняя свой уклад жизни, теперь могут познакомить со своим бытом и традициями гостей национального парка.
Официальное название — Федеральное государственное бюджетное учреждение "Национальный парк «Сайлюгемский». Организация находится в ведении Министерства природных ресурсов и экологии РФ. Парк создан Распоряжением Правительства Российской Федерации от 27 февраля 2010 года № 241-р. Двумя годами позднее Распоряжением Правительства Российской Федерации от 27 декабря 2012 г № 2545-р создан ФГБУ "Национальный парк «Сайлюгемский», фактическая работа которого началась после регистрации юридического лица 20 августа 2013 года.
На охраняемой природной территории разрешена ограниченная хозяйственная деятельность. Посещение территории возможно только при получении специального разрешения, оформление которого осуществляется в офисах парка. Кластеры «Сайлюгем» и «Уландрык» расположены в пограничной зоне в пределах пятикилометровой полосы вдоль государственной границы Российской Федерации. Для их посещения требуется получение разрешения в органах федеральной пограничной службы.
В настоящий момент ведется работа по зонированию территории Сайлюгемского национального парка. Ориентировочно планируется выделить следующие зоны: особой охраны, рекреационную зону, зону хозяйственного назначения.
Основные отделы национального парка: отдел охраны территории, отдел научных исследований и мониторинга, отдел экологического просвещения, туризма и рекреационной деятельности.
В задачи отдела охраны входит обеспечение эффективной охраны животного и растительного мира национального парка, закладка солонцов, проведение учетов диких животных, создание и поддержание инфраструктуры для приема туристов, которое заключается в прокладке туристических и экологических троп, оборудовании мест стоянок для палаточных лагерей, строительстве кордонов, информационных центров, установке аншлагов, указателей и информационных щитов.
Главные задачи научного отдела — разработка эффективных способов охраны такого сложного для наблюдения вида животных, как снежный барс, и такого уязвимого, как аргали. Основой для реальной программы по сохранению территории парка должны стать: постоянный мониторинг, учет численности и видов животных и растений, исследования особенностей популяций.
Работа отдела экологического просвещения, туризма и рекреационной деятельности направлена на воспитание бережного отношения к дикой природе и традициям местных народов, распространение культуры экологического туризма, правильного поведения туристов. В обязанности отдела входит работа по созданию Общественного Совета парка, проведение детских экологических лагерей, научных образовательных экспедиций, культурных мероприятий, экологических праздников, акций, проведение социологических опросов, опубликование статей в СМИ, организация выставок, создание фильмов и др.
Учитывая приграничное расположение охраняемой природной территории, большое внимание планируется уделить развитию международного сотрудничества. Со стороны Монголии к границам «Сайлюгемского» национального парка примыкает кластер национального парка «Силкхемин Нууру», сохраняющий важнейшие места обитания аргали на южном макросклоне хребта Сайлюгем.
В приоритете — совместная работа с монгольскими коллегами в области сохранения редких и исчезающих видов животных и растений, в частности снежного барса и аргали, наряду с работой по развитию туризма и экологического просвещения населения.

## Физико-географические условия
Парк находится на границе России и Монголии. Это самый центр Алтае-Саянской горной страны — уникального трансграничного региона на стыке России, Монголии, Казахстана и Китая. Экорегион входит в список 200 регионов планеты с наибольшим уровнем биологического разнообразия (количества животных и растений).
Рельеф территории высокогорный, резко пересеченный, альпийского типа. Господствующие вершины имеют высоту более 3000 м.
Естественной границей кластера «Аргут» на северо-востоке является Северо-Чуйский хребет. На юге — водораздел рек Юнгур и Карагем, на западе — отроги Катунского хребта на водоразделе рек Каир и Аккем.
Южная граница кластера «Сайлюгем» — государственная граница РФ и Монголии, проходит по водоразделу хребта Сайлюгем — горного хребта Юго-Восточного Алтая. Длина хребта 130 км, высота до 3499 м над уровнем моря (г. Саржематы). Наиболее высокие вершины хребта увенчаны ледниками.
Отдаленность кластеров — главная причина различий характеристик территории. Если участки «Сайлюгем» и «Уландрык» были активно подвержены влиянию человеческой деятельности (выпас скота, охота, браконьерство, активный сбор дикоросов), то Аргутский участок в силу труднодоступности являет собой практически эталон девственной природы (в особенности территория в пойме р. Юнгур).

## Климат
Климатические условия кластеров различны. В долине р. Аргут зимний режим длится с конца октября до конца марта, средняя температура зимой здесь держится от −13 до −15 °С, а в высокогорье (выше 2000 м над уровнем моря) до −30 °С. Зима устанавливается с начала октября до начала мая. Безморозный период в долине Аргута достигает 90 дней в году и полностью отсутствует на Сайлюгемском участке. Количество дней без солнца всего 40 — 50 в году. Зима здесь малоснежная.
Кластер Аргут значительно увлажнен, на склонах присутствует влаголюбивая растительность. Сумма осадков на Сайлюгемском участке не превышает 250—300 мм в год.

## Гидрография
Все реки участка «Аргут» (Аргут, Юнгур, Коир и др.) относятся к бассейну реки Аргут — притока реки Катунь. Это реки с летним половодьем, тип питания ледниковый (от 30 до 60 %) и снеговой (30 %) питания. Однако, подземная составляющая также велика. Самая крупная река Аргут — длиной 163 км, площадь водосбора 7070  км² — образуется при слиянии рек Джазатор и Ак-Аллаха. Средняя скорость течения может достигать трёх и более м/с. Большая скорость течения — причина позднего ледостава в последней декаде ноября продолжительность которого 156—170 дней. Вскрытие ото льда происходит во второй декаде мая.
Речная система в кластере «Сайлюгем» представлена малыми реками бассейна реки Чуя: Уландрык, Саржематы, Карасу и рядом безымянных притоков. Тип питания — снеговой, перемерзают с декабря по апрель до дна.

## Флора
Флора национального парка «Сайлюгемский» своеобразна и неоднородна по составу.
На хребте Сайлюгем, находящемся на стыке относительно влажной Сибири и сухого климата Монголии, господствующие типы растительности — степи и опустыненные степи. Большую площадь занимают тундры. Кластер отличается безлесостью.
Кластер «Аргут» — один из самых девственных уголков Республики Алтай с наименее измененными человеком ландшафтами. Растительность включает опустыненные и настоящие степи, остепененные луга, в долинах рек — леса (лиственично-еловые, берёзово-еловые, тополевые, кедрово-лиственичные) и высокогорно-тундровые сообщества.
Растения, занесённые в Красную книгу Республики Алтай: астрагалы (аксайский, аргутский, коротколистный, морщинистый, Политова, роскошный, чуйский), остролодочники (Ладыгина, Мартьянова, нижнеальпийский, пузырчатоплодный, пушистопузырчатый, Сапожникова) и др.

## Фауна
Национальный парк «Сайлюгемский» — место обитания крупнейшей трансграничной группировки алтайского горного барана аргали на границе России и Монголии. На Сайлюгеме расположены и основные места ягнения этого подвида архара.
В среднем и нижнем течении реки Аргут, где находится кластер «Аргут», обитает крупнейшая группировка снежного барса, которая ориентировочно насчитывает 10—15 особей, присутствие 6 из которых доказано данными мониторинга с использованием автоматических камер.
Это — дом для одной из самых многочисленных в Алтае-Саянском экорегионе группировок сибирского горного козла (козерога) — основной добычи снежного барса. На хребте Сайлюгем также обитает гнездовая группировка сокола-балобана, численность которого в регионе под угрозой из-за интенсивного браконьерского отлова.
Кроме аргали, из копытных здесь встречаются: благородный олень, сибирская кабарга, косуля, лось (очень редок). Из куньих — соболь, росомаха, горностай, ласка. Из хищников также — волк, рысь, лисица обыкновенная, корсак. Сайлюгемская популяция бурого медведя выделяется особо и внесена в Красную книгу Республики Алтай. Этот медведь встречается в лишенном растительности высокогорье. Особи очень светлые, желтовато-белые со светлыми когтями, за что и называют белокоготными. В кластере «Аргут» постоянно обитает манул — небольшая дикая кошка, которая не встречается на территории других ООПТ в Горном Алтае. Есть сведения о заходах из Монголии дзерена — антилопы, сегодня полностью исчезнувшей с территории России.
На двух участках парка встречается до 146 видов птиц, 20 из них занесены в Красную книгу РФ или Республики Алтай: мохноногий курганник, орлан-белохвост, степной орел, беркут, бородач, черный гриф, белоголовый сип, балобан, сапсан, степная пустельга, алтайский улар, жемчужный вьюрок и др.
Ихтиофауна небогата. На Аргутском участке выявлены виды: тупорылый ленок (Brachymystax tumensis), сибирский хариус (Thymallus arcticus), голец (Barbatula toni) и сибирский подкаменщик (Cottus sibiricus). Предположительно в р. Аргуг заходит таймень (Hucho taimen). Тупорылый ленок или ускуч занесён в Красные книги РФ и РА, и численность его катастрофически снижается. Отдаленность водоёмов обеспечила сохранность ихтиофауны, но запасы рыбы здесь невелики.
Герпетофауна редка и представлена только зелёной жабой (Bufo viridis), живородящей ящерицей (Lacerta vivipera) и степной гадюкой (Vipera ursine).

## Снежный барс

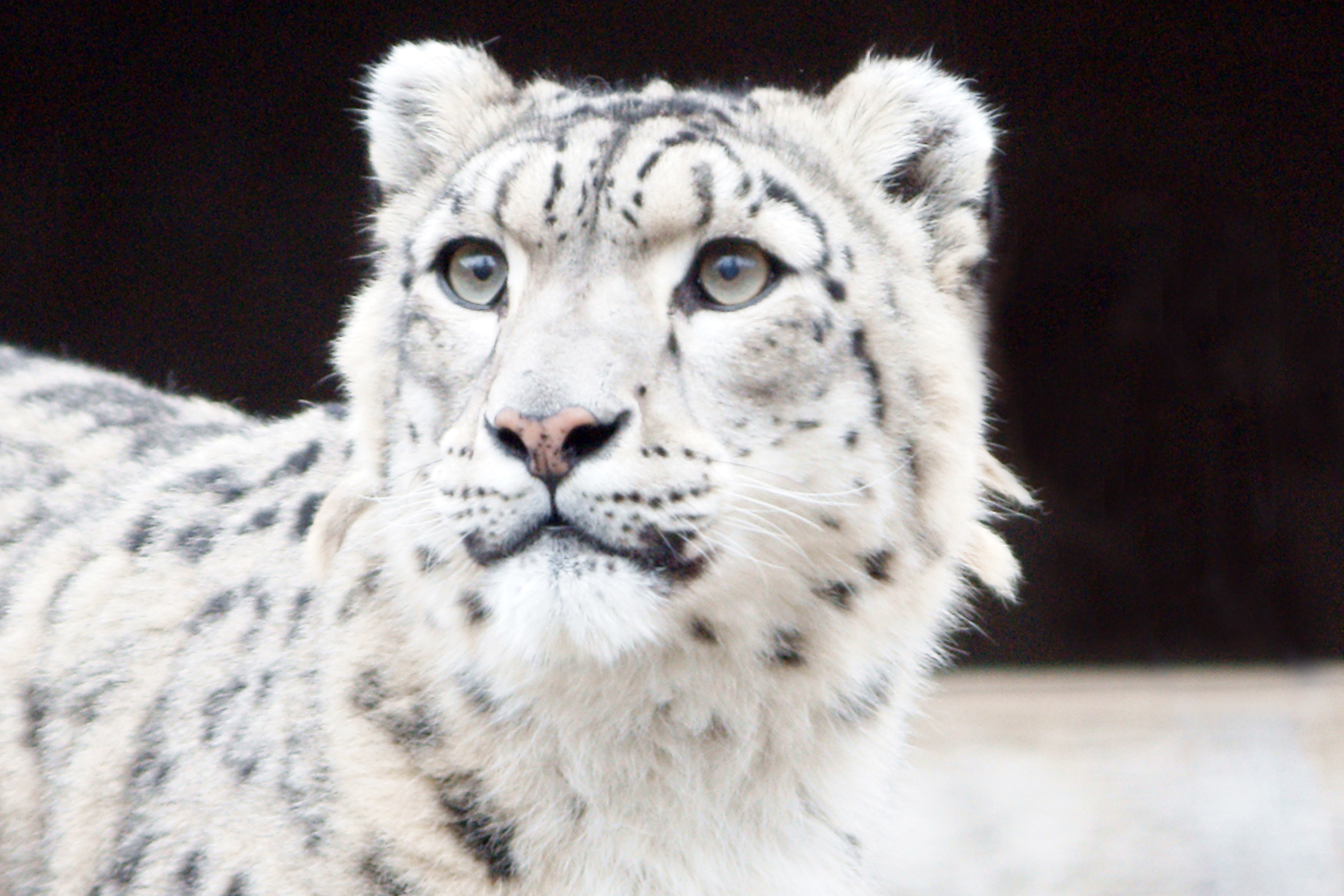
Снежный барс в Московском зоопарке

Снежный барс (Uncia uncia) — единственный из больших кошек, приспособившийся к жизни в суровом высокогорье.
В России распространение снежного барса ограничено Алтае-Саянской горной страной. Этот вид занесён в Красную книгу МСОП, Красную книгу РФ и Приложения Конвенции о международной торговле видами фауны и флоры, находящимися под угрозой исчезновения (CITES). В России проходит северная граница мирового ареала ирбиса. Это значит, что вид обитает в экстремальных условиях, как и любой другой вид животных на краю ареала. Общая численность снежного барса в России не превышает 100 особей.
По оценкам экспертов горная система Катунского, Северо-Чуйского и Южно-Чуйского хребтов — дом для 30-40 особей ирбиса — один из самых крупных очагов обитания вида в горах Алтая и Саян. Ядро группировки (10-15 особей) расположено в бассейне реки Аргут, где в 2010 году и создан кластер «Аргут» национального парка «Сайлюгемский».
Главную угрозу снежному барсу представляет браконьерство. Чаще всего ирбис попадает в петли — проволочные удавки, устанавливаемые браконьерами на звериных тропах. Основная цель петельщиков — кабарга — небольшой олень с клыками, чья мускусная железа является ценным ингредиентом для снадобий восточной медицины. Снежный барс попадает в петлю случайно и становится «удачной» добычей нарушителей. В условиях слабой государственной охраны труднодоступных горных территорий доход от продажи шкуры становится достаточной мотивацией для сельских браконьеров. Снижение численности копытных — сибирского горного козла, марала, основной добычи ирбиса — еще одна существенная угроза существованию этого редкого вида.

## Алтайский горный баран аргали
Алтайский горный баран (Ovis ammon ammon) — крупнейший в мире подвид архара. Алтайский горный баран (аргали) внесен в Международную Красную книгу (2000). В России этот вид имеет статус редкого, особо охраняемого подвида, находящегося под угрозой уничтожения (Красная книга РФ, 2001). С тем же статусом аргали занесён в Красные книги Монголии (1997) и Казахстана (1996), включен во II Приложение Конвенции о международной торговле видами флоры и фауны, находящимися под угрозой исчезновения (CITES).
На планете насчитывается 4000—5000 особей аргали, а область распространения вида захватывает четыре государства: Монголию, Казахстан, Китай и Россию.
Ещё 200—250 лет назад ареал вида простирался от юго-западных предгорий Алтая до горных массивов Забайкалья и Хэнтея. Сегодня распространение ограничено горными системами Монгольского Алтая, Хангая и отдельными хребтами в Восточном Казахстане, Юго-Восточном Алтае, Юго-Западной Туве и Западной Монголии. Без плотного международного взаимодействия работа по сохранению аргали в России будет малоэффективной.
Основными угрозами аргали являются: браконьерство, рост численности хищников (волков), конкуренция с домашним скотом за пастбища, климатические условия (высота снежного покрова и т. д.), преграда на путях миграции в виде колючей проволоки вдоль государственной границы России и Монголии, разрушение мест обитания в результате добычи полезных ископаемых.
Специалисты выделяют четыре очага обитания аргали в пограничной зоне России и Монголии: северный макросклон хр. Табын-Богдо-Ола, хр. Сайлюгем, южная часть Чулышманского нагорья, хр. Чихачева и массив Талдуаир. Очаг на хребте Сайлюгем представляет крупнейшую трансграничную группировку аргали в России. Эта группировка в летний период насчитывает до 350—400 особей. Зимой основная часть аргали откочевывает на территорию Монголии (южный макросклон), и в России остается до 80—120 особей. В начале лета животные возвращаются на территорию России. Таким образом, именно эта территория важна для сохранения аргали в России.
По результатам широкомасштабных учётов трансграничной российско — монгольской группировки аргали, состоявшихся в 2014 году по обеим сторонам границы, общая численность трансграничной группировки аргали составила около 2000 особей. Из них 800 особей было учтено на территории РФ: 500 особей на хр. Сайлюгем, 300 особей — на хр. Чихачева, до 1200 особей — на территории Монголии.
До создания национального парка «Сайлюгемский» в России лишь небольшая часть местообитаний сайлюгемской группировки аргали входила в состав особо охраняемой природной территории — природного парка «Зона покоя Укок», но охрана её практически не осуществлялась. На сегодняшний день главную угрозу для этой группировки аргали представляет браконьерство и вытеснение с пастбищ стадами домашнего скота. С монгольской стороны хребта Сайлюгем расположен национальный парк «Силкхемин Нууру», сохраняющий важнейшие места обитания аргали на южном макросклоне. Поэтому наряду с эффективной охраной, работой с местными жителями и социально-экономическим развитием территории, парк ставит в приоритеты развитие сотрудничества с монгольскими коллегами.

## Местное население
Кош-Агачский район Республики Алтай, где расположен национальный парк «Сайлюгемский» — это высокогорный район, условия проживания в котором приравнены к условиям Крайнего Севера. От центра района — села Кош-Агач до границы с Монголией — около 50 км. Плотность населения при общей численности около 17 тыс. человек — 0,85 человек на кв. км. Огромные территории не заселены вообще. Здесь сохранилась нетронутая природа лиственных лесов, высокогорных тундровых степей, полупустыни, ледники, холодные озера. Многие люди до сих пор ведут кочевой образ жизни своих предков, хранят свои традиции, веру и обычаи.
Коренное население Республики Алтай — алтайцы, которые делятся на многочисленные роды: алтайцы, телеуты, шорцы, тубалары, теленгиты, урянхайцы, челканцы, кумандинцы и т. д.
В Кош-Агачском районе проживают преимущественно теленгиты, сохраняющие свои особые древние обряды, предания, фольклор, бытовые особенности, а также местное наречие, которые на волне современного интереса народа к своей истории только укрепляются. Традиционные верования теленгитов — шаманизм, и бурханизм, как одна из его форм. Верования теленгитов складывались под влиянием буддизма. До 50 % населения в районе составляют казахи, начавшие переселение сюда в конце XIX — начале XX веков. Очень интересна история и традиции «чуйских» казахов.
Алтайцы, в частности, теленгиты, бережно хранят народные традиции — фольклор, национальные инструменты, сказания и эпосы, мифы, восходящие к древней системе мироустройства, где сохранена связь с землей и окружающим миром. Ежегодно в Кош-Агачском районе отмечаются национальные праздники. У теленгитов — Чага-Байрам, у казахов — Наурыз.
Пастбищное животноводство до сих пор играет ведущую роль в хозяйстве (60 % — овцы и козы, 1/3 — крупный рогатый скот, 7 % — лошади). Многие семьи продолжают традиционный образ жизни, проживая на стоянках, рядом с пастбищами для скота. Домашняя кухня преимущественно традиционная для кочевников-скотоводов — мясо-молочная. Традиционным промыслом остается охота на пушных и копытных зверей. Рыболовством местное население раньше почти не занималось, называя рыбу суунын курты (водяной червь). Сейчас рыбу ловят и употребляют в пищу все этнические группы Республики Алтай.
В районе сохранены старинные традиционные ремесла: шитье национальной одежды, ковроткачество, изготовление деревянных, кожаных изделий, конского снаряжения, войлока, обработка металла, столярное и плотницкое ремесло. Только здесь на территории Кош-Агачского района в Республике Алтай разводят яков и верблюдов. Молоко верблюда можно попробовать на верблюжьей ферме недалеко от с. Кош-Агач, а изделия из верблюжьей шерсти приобрести, как сувениры. Особая горно-алтайская порода пуховых коз выведена в с. Тархата. Посетить козью ферму можно в с. Ортолык. Здесь проживают мастера народных промыслов, известные своими изделиями из войлока, шкур, кожи, дерева.

## Экологический туризм
Одна из важнейших задач национального парка «Сайлюгемский» — развитие контролируемого грамотного экологического туризма.
Изюминкой Сайлюгемского парка является шанс посещения одного из девственных уголков дикой природы Алтая — территории кластера «Аргут», которая по праву считается эталоном нетронутой природы. Для любителей дикой природы парк предоставляет возможность понаблюдать за дикими животными: сибирским горным козлом, маралом, хищными птицами. На территории парка обитает группировка алтайского горного барана аргали — самого крупного архара на планете, вес рогов которого достигает 27 кг. Наблюдать за аргали лучше всего летом — в начале осени.
Здесь можно познакомиться с бытом, традициями и верованиями алтайцев-кочевников, веками хранящих традиции своих предков и полюбоваться необычным разнообразием ландшафтов: от степей и полупустынь до тайги и высокогорной тундры.
На сегодняшний день в разработке находятся туристические маршруты. Для посещения парка необходимо получить разрешение в офисе организации.

## Достопримечательности
Кош-Агачский район Республики Алтай, где расположен парк, богат природными и культурными объектами — реки, озёра, горные хребты, курганы, стелы, петроглифы.
- Озера: Шавлинские
- Хребты: Сайлюгем, Южно-Чуйский, Северо-Чуйский, Катунский.
- Сакральные места: плато Укок (рядом) — место захоронения мумии алтайской принцессы.
- Музеи: с. Кокоря, в с. Жана-Аул.
- Реки: Аргут, Шавла, Карагем, Карагемский прорыв на р. Аргут (пятикилометровый каньон).
- Курганы. Петроглифы. Могильники. Керексур в долине Юстыд — юго-западная часть хр. Сайлюгем
- Источники: Джумалинские ключи. Чаган-Узунский, Бугузунский.

Для посещения территории национального парка «Сайлюгемский» необходимо получить разрешение администрации учреждения. Для посещения кластеров «Сайлюгем» и «Уландрык» необходимо получить разрешение на посещение пограничной зоны. Уточняйте информацию в офисе парка.